# 914 (číslo)
Devět set čtrnáct je přirozené číslo. Římskými číslicemi se zapisuje CMXIV a řeckými číslicemi ϡιδ´. Následuje po čísle devět set třináct a předchází číslu devět set patnáct.

## Matematika
914 je:
- Deficientní číslo
- Složené číslo
- Poloprvočíslo
- Nešťastné číslo

## Astronomie
- (914) Palisana je planetka hlavního pásu, kterou objevil v roce 1919 Max Wolf
- NGC 914 je spirální galaxie v souhvězdí Andromedy

## Roky
- 914
- 914 př. n. l.